# Bamsefjell
Bamsefjell (norwegisch für Bärenberg) ist ein 2188 m hoher Berg im ostantarktischen Königin-Maud-Land. Er ragt 18 km westlich des Berges Nils Larsenfjellet im Gebirge Sør Rondane auf.
Norwegische Kartografen, die den Berg auch benannten, kartierten ihn 1957 anhand von Luftaufnahmen, die bei der US-amerikanischen Operation Highjump (1946–1947) erstellt worden waren.